# Obergebra
Obergebra este o comună din landul Turingia, Germania.
1. ↑  GeoNames